# 최빈값

최빈값(最頻-), 모드(mode)는 통계학 용어로, 가장 많이 관측되는 수, 즉 주어진 값 중에서 가장 자주 나오는 값이다. 예를 들어, {1, 3, 6, 6, 6, 7, 7, 12, 12, 17}의 최빈값은 6이다. 최빈값은 산술 평균과 달리 유일한 값이 아닐 수도 있다.
또한 주어진 자료나 관측치의 값이 모두 다른 경우에는 존재하지 않는다.
주어진 자료에서 평균이나 중앙값을 구하기 어려운 경우에 특히 유용하다.

## 같이 보기
- 대푯값
- 산술 평균
- 중앙값